# Jlamprang (Wonosobo)
Jlamprang is een bestuurslaag in het regentschap Wonosobo van de provincie Midden-Java, Indonesië. Jlamprang telt 3788 inwoners (volkstelling 2010).